# استان پاتوم تانی
استان پاتوم تانی (به لاتین: Pathum Thani Province) یک استان در تایلند است

## خصوصیات
استان پاتوم تانی ۱٬۵۲۵٫۹ کیلومترمربع مساحت و ۱٬۰۷۴٬۰۵۸ نفر جمعیت دارد.